# جون كيل (سياسي)
جون ليلوين كيل (بالإنجليزية: Jon Llewellyn Kyl)‏ هو سياسي ومحامي أمريكي من الحزب الجمهوري ولد في يوم 25 أبريل 1942 في قرية أوكلاند في نبراسكا. أكمل دراسة القانون في جامعة أريزونا. أنتخب كعضو في مجلس النواب الأمريكي من سنة 1987 وحتى سنة 1995. وثم أصبح أنتخب كعضو في مجلس الشيوخ الأمريكي من سنة 1995 وحتى سنة 2013 بعد أن خلفه جيف فليك.